# 松平頼格
松平 頼格（まつだいら よりさだ）は、江戸時代中期から後期にかけての高松松平家御厄介（一門）。松平大膳家第6代当主。通称は志摩。

## 略歴
高松藩5代藩主・松平頼恭の七男の松平頼裕（大久保一学）の子として誕生。
寛政元年（1789年）、伯父頼昌の養子となり家督を相続した。禄高2000石。天保7年（1836年）7月10日没、享年60。家督は嫡男・頼覚が相続した。